# Carlo Edoardo di Sassonia-Coburgo-Gotha
Carlo Edoardo di Sassonia-Coburgo-Gotha (Esher, 19 luglio 1884 – Coburgo, 6 marzo 1954) fu l'ultimo duca regnante di Sassonia-Coburgo-Gotha; possedette inoltre, fino al 1917, il titolo di Principe del Regno Unito e di duca d'Albany, conte di Clarence e barone Arklow nonché il trattamento di Altezza Reale, essendo uno dei nipoti della regina Vittoria.
Carlo Edoardo fu una figura controversa nel Regno Unito già dal periodo della prima guerra mondiale in quanto egli era duca di Sassonia-Coburgo-Gotha, all'epoca parte dell'impero tedesco, in guerra con l'Inghilterra; d'altro canto egli era inglese per nascita e nipote dei sovrani britannici. Il 14 novembre 1918, ad ogni modo, dopo la rivoluzione tedesca, venne costretto ad abdicare e perse i propri diritti al trono ducale.
Nel 1919, Carlo Edoardo venne privato dei suoi titoli inglesi per disposizioni di Giorgio V del Regno Unito (che pure rinunciò ai propri titoli tedeschi), oltre al titolo di Altezza Reale ed a tutte le onorificenze ad esso connesse; e fu definito un "pari traditore" (traitor peer).
Sentendosi tradito dalla sua patria ed esiliato dal ducato su cui aveva regnato, Carlo Edoardo aderì con il cugino Giosea di Waldeck e Pyrmont al Partito Nazista e divenne membro delle Sturmabteilung (SA), raggiungendo il grado di Obergruppenführer. Carlo Edoardo fu un personaggio chiave della politica nazista in Germania tra gli anni '30 e '40, nonché presidente della Croce Rossa tedesca dal 1933 al 1945. Fu nonno materno di re Carlo XVI Gustavo di Svezia e fratello minore della principessa Alice, contessa di Athlone.
Dopo aver pagato pesanti multe impostegli dal tribunale di denazificazione alla fine delle guerra e con le sue proprietà perlopiù sequestrate dall'esercito sovietico, morì in povertà nel 1954.

## Biografia

### I primi anni e la famiglia

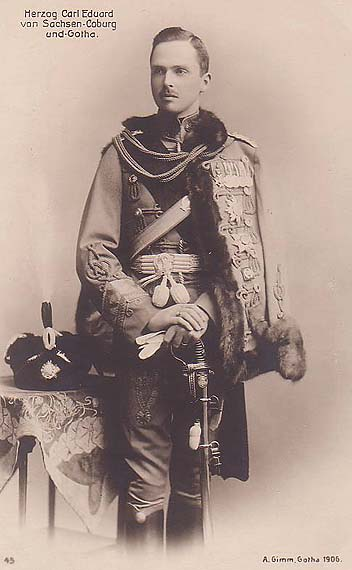
Il duca Carlo Edoardo in una fotografia del 1905

Carlo Edoardo era figlio del principe Leopoldo di Sassonia-Coburgo-Gotha (che egli non conobbe mai in quanto morì quattro mesi prima della sua nascita per emofilia) e della principessa Elena di Waldeck e Pyrmont. Suo cugino era il granduca Guglielmo IV di Lussemburgo.
Ammalatosi poco dopo la nascita, il giovane principe riuscì a sopravvivere venne battezzato privatamente a Claremont House il 4 agosto 1884, due settimane dopo la sua venuta al mondo, e poi pubblicamente nella parrocchia di Esher il 4 dicembre di quello stesso anno. Suoi padrini furono la regina Vittoria del Regno Unito sua nonna paterna, il principe di Galles (suo zio paterno), le sue zie materne la principessa di Schleswig-Holstein, la marchesa di Lorne e la principessa di Hannover, suo zio materno Alessio, IV principe di Bentheim e Steinfurt e suo nonno materno il principe Giorgio Vittorio di Waldeck e Pyrmont (che però non poté presenziare alla cerimonia).
Come nipote della regina Vittoria, il duca era cugino di primo grado del futuro re Giorgio V del Regno Unito nonché di molti altri reali d'Europa: la regina Maud di Norvegia, il granduca Ernesto Luigi d'Assia, la zarina Alessandra di Russia, la regina Maria di Romania, la principessa Margherita di Svezia, la regina Vittoria Eugenia di Spagna, la regina Sofia di Grecia, la regina Guglielmina dei Paesi Bassi ed il principe Giosea di Waldeck e Pyrmont (questi ultimi due per parte di madre). Il duca era inoltre cugino di primo grado dell'imperatore tedesco Guglielmo II, col quale fu sempre legato da profonda amicizia e stima reciproca oltre che da interessi comuni.
Sino al 1899 visse stabilmente in Inghilterra senza aver mai aver messo piede in Germania. Studiò presso il college di Eton dove ebbe tra i suoi compagni di studio ed amici Nevile Henderson, futuro ambasciatore inglese in Germania.

### La reggenza del ducato

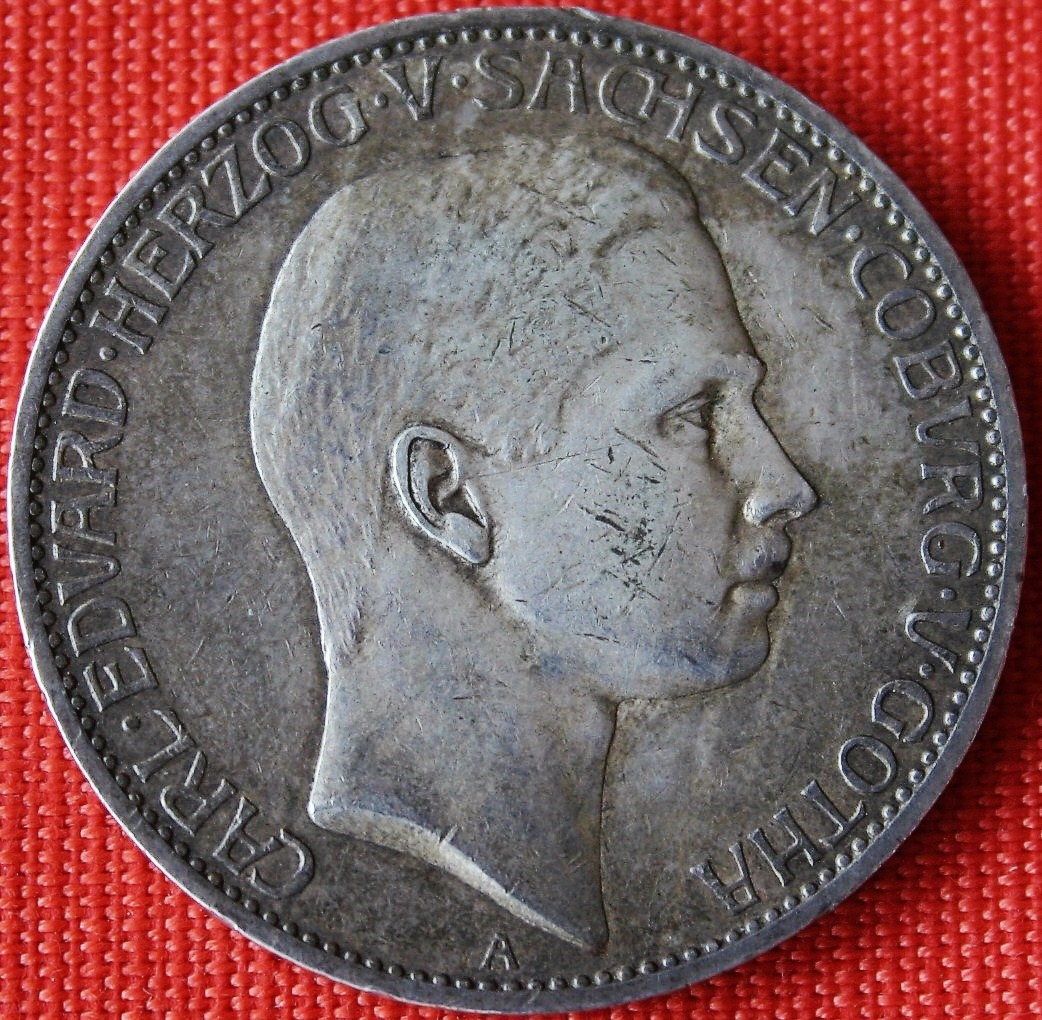
Moneta da 5 marchi del 1907 col ritratto del giovane duca Carlo Edoardo di Sassonia-Coburgo-Gotha

Nel 1899, dopo l'improvvisa morte di suo cugino Alfredo (unico figlio maschio dei suoi genitori), suo zio Alfredo, duca di Sassonia-Coburgo-Gotha, iniziò a pensare seriamente ad una futura successione del ducato tedesco che la sua casata deteneva da generazioni. L'anno successivo, anche il duca Alfredo morì e pertanto Carlo Edoardo venne indicato quale suo parente più prossimo abile alla successione al trono. Data la giovanissima età del nuovo duca, ad ogni modo, venne costituito un consiglio di reggenza presieduto dal principe Ernesto II di Hohenlohe-Langenburg in qualità di reggente.
All'età di 15 anni Carlo si trasferì in Germania dove, sotto la tutela del cugino Guglielmo II di Germania, studiò presso la Preußische Hauptkadettenanstalt di Berlino per prepararsi al meglio alla successione al trono. Suo zio, Edoardo VII, lo nominò cavaliere dell'Ordine della Giarrettiera il 15 luglio 1902, poco prima del suo diciottesimo compleanno. Dal 1903, studiò legge e scienze politiche, per tre semestri, presso l'Università di Bonn.
Nel 1905, ormai maggiorenne, salì al trono nel ducato di Sassonia-Coburgo e Gotha. Nell'ottobre dello stesso anno sposò Vittoria Adelaide di Schleswig-Holstein-Sonderburg-Glücksburg, la cui zia materna era l'imperatrice Augusta Vittoria.
Il giovane duca governava a detta dei suoi contemporanei in modo conservatore e nazionalistico, con tendenze addirittura reazionarie. Era un appassionato di caccia e compì numerosi viaggi. Promosse la diffusione dello sport del golf e del bob in Germania. Appassionatissimo di tecnologie, oltre alla produzione di automobili, avviò anche la costruzione di velivoli, promuovendo tra i primi in Germania l'aviazione militare. Nel 1910 fece costruire un sito di atterraggio con un hangar per dirigibili a Gotha e quindi si prodigò per l'espansione della scuola di volo di Gotha, instaurando nel 1913 la prima fabbrica di produzione di aeromobili. A livello artistico, restaurò accuratamente le sue residenze della fortezza di Coburgo e di quella di Wachsenburg.

### La prima guerra mondiale

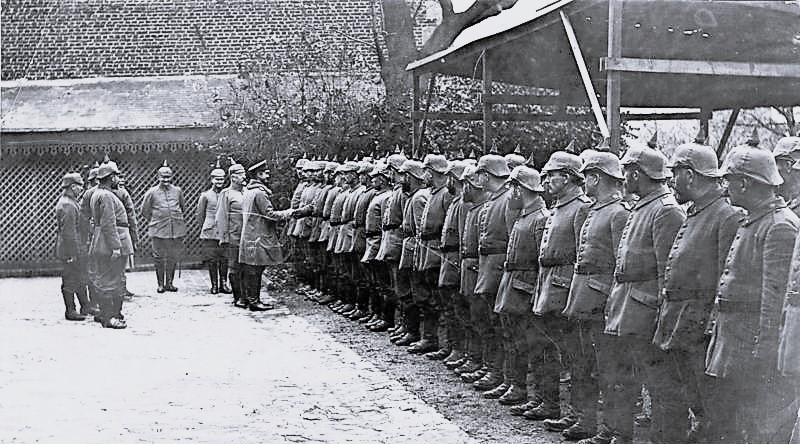
Carlo Edoardo passa in rassegna le sue truppe nel 1914

Lo scoppio della Grande Guerra fu causa di un grande conflitto personale per Carlo Edoardo: alla fine decise di appoggiare la Germania e partecipò al conflitto come generale nella 3ª armata tedesca. La sua posizione non gli consentiva di prendere parte attiva al conflitto, ma egli comunque trascorse il 38% dell'intera guerra sul fronte, a fianco dei suoi uomini, impegnandosi attivamente nelle opere di assistenza, mettendo a disposizione alcune stanze del suo castello di Gotha come ospedale militare di riserva.
Il suo ingresso nel conflitto con la Germania, ad ogni modo, portò nel 1915 re Giorgio V, cugino di Carlo Edoardo, a revocare le onorificenze britanniche a suo tempo concessegli e a farne cancellare il nome dal registro dell'Ordine della Giarrettiera; re Giorgio V accondiscese al sentimento patriottico britannico emanando un proclama reale col quale mutava il nome della propria casata da Sassonia-Coburgo e Gotha in Windsor, derivando il proprio cognome da uno dei castelli inglesi favoriti dalla regina Vittoria. Come lui tutti i suoi parenti abbandonarono i loro titoli tedeschi e adottarono cognomi anglofoni. I rapporti tra Carlo Edoardo e suo cugino sul trono britannico, erano peggiorati anche dal fatto che, quando egli decise di entrare in guerra a fianco della Germania, fornì al kaiser 17 bombardieri bimotore che attaccarono la città di Londra il 17 giugno 1917 causando 160 morti, motivo che aumentò ulteriormente il sentimento antitedesco nelle isole britanniche.
Nel 1917 fu promulgato anche un Atto che privava "dei titoli o delle loro dignità chiunque combattesse contro i reali britannici o i loro alleati". Per tale ragione, a fine del conflitto, dal 28 marzo 1919, Carlo Edoardo fu privato del titolo di Duca d'Albany, Conte di Clarence e Barone Arklowe e assieme ai suoi discendenti, anche quello di Principe e Principessa di Gran Bretagna e d'Irlanda con il trattamento di Altezza Reale. Il titolo di Duca in Sassonia, Principe di Sassonia-Coburgo e Gotha che i discendenti del principe consorte Alberto possedevano e ai quali re Giorgio V rinunciò, rimasero invece in uso presso la famiglia di Carlo Edoardo, in quanto sovrano regnante sul ducato tedesco di Sassonia-Coburgo e Gotha.

### Gli anni da privato cittadino e la politica col nazismo

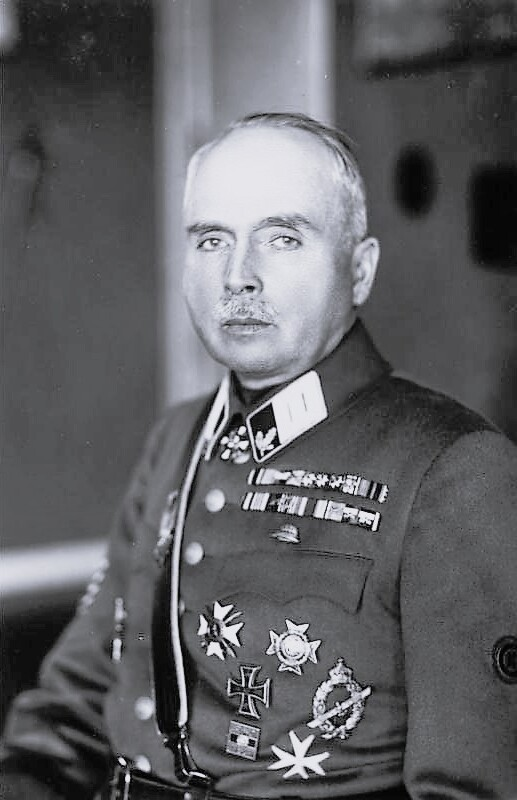
Carlo Edoardo di Sassonia-Coburgo-Gotha in uniforme nazista nel 1933

La Rivoluzione russa del 1917 causò notevoli preoccupazioni a Carlo, soprattutto per le conseguenze che stava provocando in Germania. Il 18 novembre 1918 egli venne deposto e cinque giorni dopo firmò la rinuncia ai suoi diritti al trono. Le sue proprietà ed i suoi possedimenti a Coburgo vennero trasferiti dal 1919 al Coburger Landesstiftung, una fondazione ancora oggi esistente. Una soluzione simile venne adottata anche a Gotha, ma tali beni vennero espropriati dalle autorità sovietiche dopo il 1945. Dopo il 1919, la famiglia ottenne il diritto di mantenere per sé il castello di Callenberg ed altre proprietà (come quelle in Austria) ed il diritto di vivere alla Fortezza di Coburgo e ricevere una compensazione finanziaria per la perdita dei suoi possedimenti. Alcuni possedimenti in Turingia vennero restituiti alla famiglia ducale nel 1925 con la compensazione di 37.200.000 di marchi come indennizzo per le perdite subite. Il governo gli restituì anche 10.000 ettari di terre e foreste oltre al castello di Callenberg a Coburgo dove prese stabilmente residenza con la sua famiglia.
Sentitosi doppiamente tradito, dalla Gran Bretagna che l'aveva esiliato e dalla Germania che l'aveva deposto, terrorizzato dagli operai delle sue stesse fabbriche che, nelle sue condizioni di sovrano deposto, lo minacciavano ora personalmente e disgustato dai socialisti che avevano deposto il kaiser Guglielmo II, cercò qualcuno in cui poter avere di nuovo fede e che lo difendesse dall'avanzata bolscevica. Si avvicinò così a movimenti politici e paramilitari di destra. Supportò moralmente e finanziariamente Hermann Ehrhardt ed il Putsch di Kapp. Sino al 1922, Carlo Edoardo fu a capo del Preußenbund. Iniziò anche ad avvicinarsi ad un personaggio che in quegli anni stava acquisendo popolarità, Adolf Hitler, il quale incontrò il duca per la prima volta nel 1922 in occasione del secondo Deutscher Tag che si tenne proprio nella città di Coburgo. Nel 1923 entrò a far parte del gruppo Bund Wiking e poi del Stahlhelm, Bund der Frontsoldaten. Nel 1931 partecipò alla marcia delle SA a Braunschweig. Nel 1932 aderì al Partito Nazista come il cugino Giosea di Waldeck e Pyrmont ed entrò a far parte degli Sturmabteilung (SA), giungendo al rango di Obergruppenführer; fu presidente della Croce Rossa Tedesca dal 1933 al 1945 e fece parte del Reichstag come deputato dal 1937 fino alla conclusione della seconda guerra mondiale. Si adoperò perché il Partito Popolare Nazionale Tedesco si associasse al Partito Nazista tramite la creazione del fronte di Harzburg a Bad Harzburg.

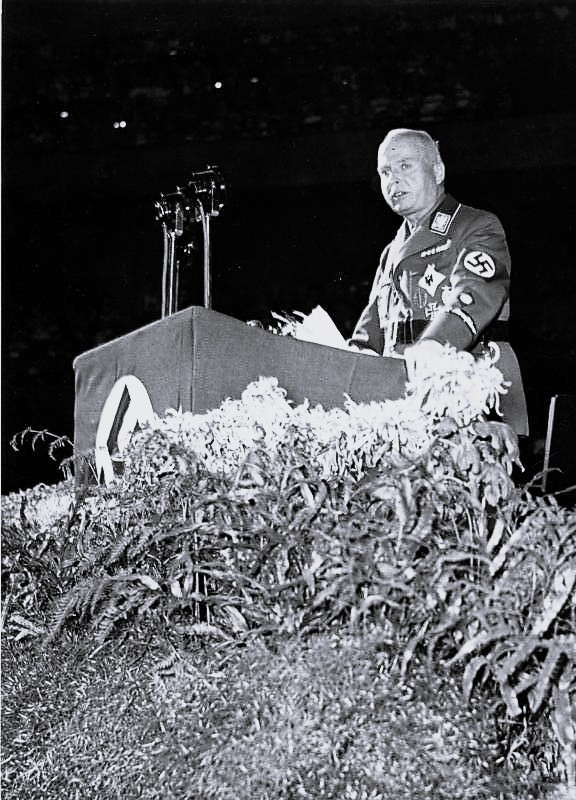
Carlo Edoardo di Sassonia-Coburgo-Gotha tiene un discorso ad una riunione del Partito Nazista nel 1936

Quando il Partito Nazista vinse le elezioni in Germania nel 1933, Carlo Edoardo diede l'ordine di issare sul suo castello della fortezza di Coburgo la bandiera nazista. La città di Coburgo fu inoltre la prima città tedesca ad eleggere un sindaco appartenente al partito nazionalsocialista tedesco.
Nel 1934 ebbe il proprio primo incarico ufficiale da parte del governo tedesco che lo inviò in Giappone per prendere parte alla XV conferenza internazionale della Croce Rossa avente per tema la protezione dei civili nel corso della guerra; il duca consegnò personalmente all'imperatore giapponese il dono di Hitler per il suo compleanno.
Nel 1936 venne inviato in Inghilterra da Hitler, come presidente della Società per l'Amicizia Anglo-Tedesca, per valutare la possibilità di un'alleanza tra i due paesi. In quello stesso anno, Carlo Edoardo partecipò ai solenni funerali di Giorgio V, prendendo parte al corteo funebre con l'alta uniforme della SA ed avvicinò in quell'occasione il nuovo sovrano, Edoardo VIII, il quale, seppur non pubblicamente, pareva mostrare una certa simpatia per il mondo tedesco a livello privato ed ancor più famigliare. Nonostante non sia mai trapelato nulla circa questi colloqui, Carlo scriveva lettere incoraggianti al Führer circa i sentimenti favorevoli al Terzo Reich da parte dell'aristocrazia inglese. Dopo l'abdicazione di Edoardo VIII, Carlo accompagnò sia lui che la moglie nel tour privato che effettuarono in Germania nel 1938, dando loro ospitalità. Nel corso di altre missioni diplomatiche, si portò in visita in Canada, in Cina, a Singapore, in India, in Egitto ed in Italia; quest'ultima tappa la fece nel 1938 in occasione della sottoscrizione del Patto d'Acciaio ove ebbe modo di incontrarsi con Benito Mussolini, Galeazzo Ciano e Vittorio Emanuele III di Savoia; il duce gli fece pervenire la nomina a cavaliere di gran croce dell'Ordine della Corona d'Italia come segno di unità e legame tra il regime fascista e quello nazista d'oltralpe.

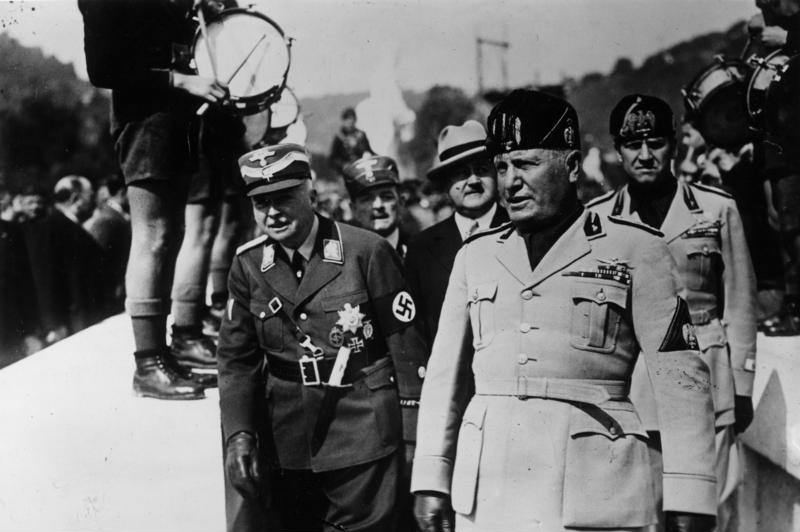
Carlo Edoardo con Benito Mussolini a Roma nel 1938

Attivo nel mondo degli affari, dal 1928 fu membro del consiglio direttivo della Wanderer e della Rheinmetall, dal 1933 del Deutscher Ring Lebensversicherung, dal 1934 della Deutsche Bank nonché del Deutsche Centralboden-Kredit; dal 1938 fu presidente dell'assicurazione Europäische Güter.
Nel 1940, Carlo Edoardo si portò dapprima a Mosca dove si incontrò col ministro degli esteri sovietico, Vyacheslav Molotov. Successivamente proseguì il suo viaggio in Giappone dove venne accolto dall'imperatore Hirohito, alleato della Germania nazista, e rendendo il duca partecipe dei festeggiamenti per il 2400º anniversario della fondazione dell'Impero giapponese. Successivamente si portò negli Stati Uniti dove, il 18 marzo, incontrò il presidente Roosevelt alla Casa Bianca. Durante il ricevimento tenuto dal capo di Stato, un giornalista intervistò il duca chiedendogli se gli ebrei nella Polonia da poco conquistata dal Terzo Reich sarebbero stati sottoposti a cure ed assistenza specifiche, domanda a cui Carlo Edoardo rispose ribadendo che la Croce Rossa non avrebbe fatto differenze. Nel 1943, per conto di Hitler, chiese alla Croce Rossa internazionale di investigare sul massacro di Katyn.
Malgrado sua figlia avesse sposato il principe ereditario Gustavo Adolfo di Svezia nel 1932, egli continuò per tutto il periodo bellico a rifiutarsi di sostenere, criticandole invece, le iniziative intraprese dai membri della famiglia reale svedese per aiutare le vittime del regime nazista. Nel marzo del 1942, ricevette dal principe Eugenio di Svezia la richiesta perché Carlo Edoardo mediasse presso Reinhard Heydrich per far ottenere a Martha Liebermann, vedova di Max Liebermann, un lasciapassare in uscita per gli Stati Uniti, ma la richiesta non ebbe seguito.

### La seconda guerra mondiale

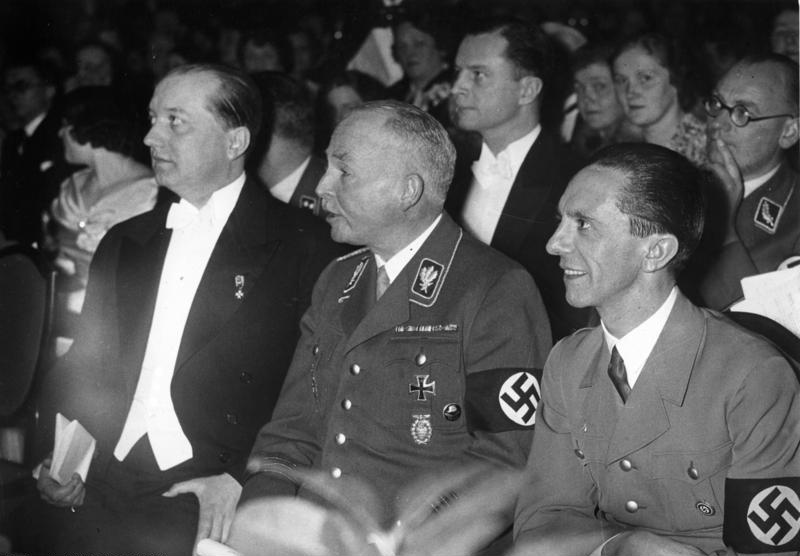
Carlo Edoardo di Sassonia-Coburgo-Gotha con Joseph Goebbels ad una conferenza

Anche se Carlo Edoardo era ormai troppo anziano per prendere parte attiva alla seconda guerra mondiale, i suoi tre figli maschi prestarono servizio nella Wehrmacht. Il suo figlio secondogenito, il principe Uberto rimase ucciso in combattimento nel 1943 in un incidente aereo presso Mosty. Nel 1940, a seguito dell'invasione della Francia, si portò al seguito delle truppe che entrarono a Parigi.
Dopo la fine della guerra e la sconfitta dell'Asse, il governo provvisorio della Baviera, sotto il comando del generale George Smith Patton, mise Carlo agli arresti domiciliari presso la sua residenza della fortezza di Coburgo per il suo collaborazionismo coi nazisti e per la sua adesione alle SS. Inoltre, come ha sottolineato la storica tedesca Karina Urbach, la "rete di conoscenze inglesi di Carlo Edoardo era risultata particolarmente utile a Hitler". La stessa Urbach nel corso delle sue ricerche ha potuto mettere in luce come Carlo Edoardo abbia fatto generose donazioni al partito nazista nel corso degli anni, finanziando anche numerosi omicidi politici e sostenendo la costruzione del campo di concentramento di Buchenwald. Nel 1945 era ancora ritenuto un personaggio chiave per il regime dal momento che il Führer diramò un ordine personalmente nel quale chiedeva a ogni soldato di vigilare sul perché Carlo Edoardo non fosse catturato per il gran numero di informazioni che egli possedeva e di cui era a conoscenza. Secondo The Guardian egli non solo era al corrente del lavoro nei campi di concentramento, ma anche del programma Aktion T4 per un'epurazione sistematica che uccise 100.000 persone disabili negli stessi campi di prigionia. Tale ipotesi era suffragata dal fatto che a tale programma avessero collaborato Ernst-Robert Grawitz e Karl Gebhardt, suoi diretti sottoposti alla Croce Rossa tedesca.

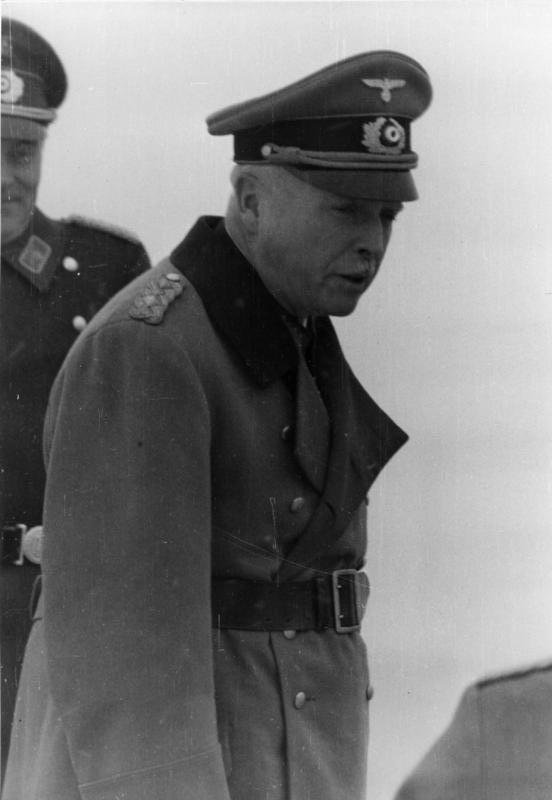
Carlo Edoardo in uniforme della Wehrmacht.

Venne quindi imprigionato con altri ufficiali nazisti. Sua sorella Alice si recò in Germania con il marito Alessandro (all'epoca governatore del Canada) per ottenerne la liberazione, ma il governo provvisorio rifiutò di consegnare il prigioniero. Pur essendo cugino di re Giorgio VI, tra l'altro, Carlo Edoardo era tenuto nei più duri campi di prigionia in quanto era reputato anche dagli occupanti come uno tra i massimi traditori degli Alleati.
Carlo Edoardo rimase incarcerato sino al 1946 quando venne aperto il processo a suo carico. Venne accusato di crimini contro l'umanità, ma data la sua posizione e le evidenze che emersero nel corso del processo, venne alla fine esonerato dall'accusa di complicità diretta nei crimini di guerra (fatto che lo avrebbe certamente condotto alla pena di morte), pur venendo definito ad ogni modo "un'importante figura del nazismo". Venne riconosciuto colpevole, durante la notte dei lunghi coltelli, di non essersi opposto alla distruzione della sinagoga di Coburgo che portò alla morte dei 238 ebrei che costituivano la comunità della città. Venne scarcerato solo a causa dell'età (aveva all'epoca 62 anni) e della sua salute che andava peggiorando. Un altro dei fattori che fecero propendere a favore della sua persona fu il fatto che nell'aprile del 1946 sua figlia Sibylla, che aveva sposato l'erede al trono svedese, diede alla luce il futuro Carlo XVI Gustavo di Svezia che, alla sua nascita, divenne il terzo in linea di successione al trono svedese. Nel gennaio del 1947, il marito di Sybilla morì in un incidente aereo e nell'ottobre del 1950, re Gustavo V di Svezia morì; a quel punto il nipote di Carlo Edoardo divenne principe ereditario. Condannare a morte il nonno di un futuro sovrano, nell'interesse generale, non sarebbe stato un buon segnale di distensione e di ripresa dopo la guerra e si decise quindi di soprassedere in attesa di ulteriori sviluppi. Sempre nel 1950, dopo diversi appelli, Carlo Edoardo venne condannato da un tribunale di denazificazione come Mitläufer o Minderbelasteter (parole traducibili come "colpevole minore") e condannato a pagare una multa di 5.000 marchi che quasi lo ridusse sul lastrico. Molte delle sue proprietà a Coburgo ed in Sassonia vennero sequestrate dall'esercito sovietico.

### Gli ultimi anni

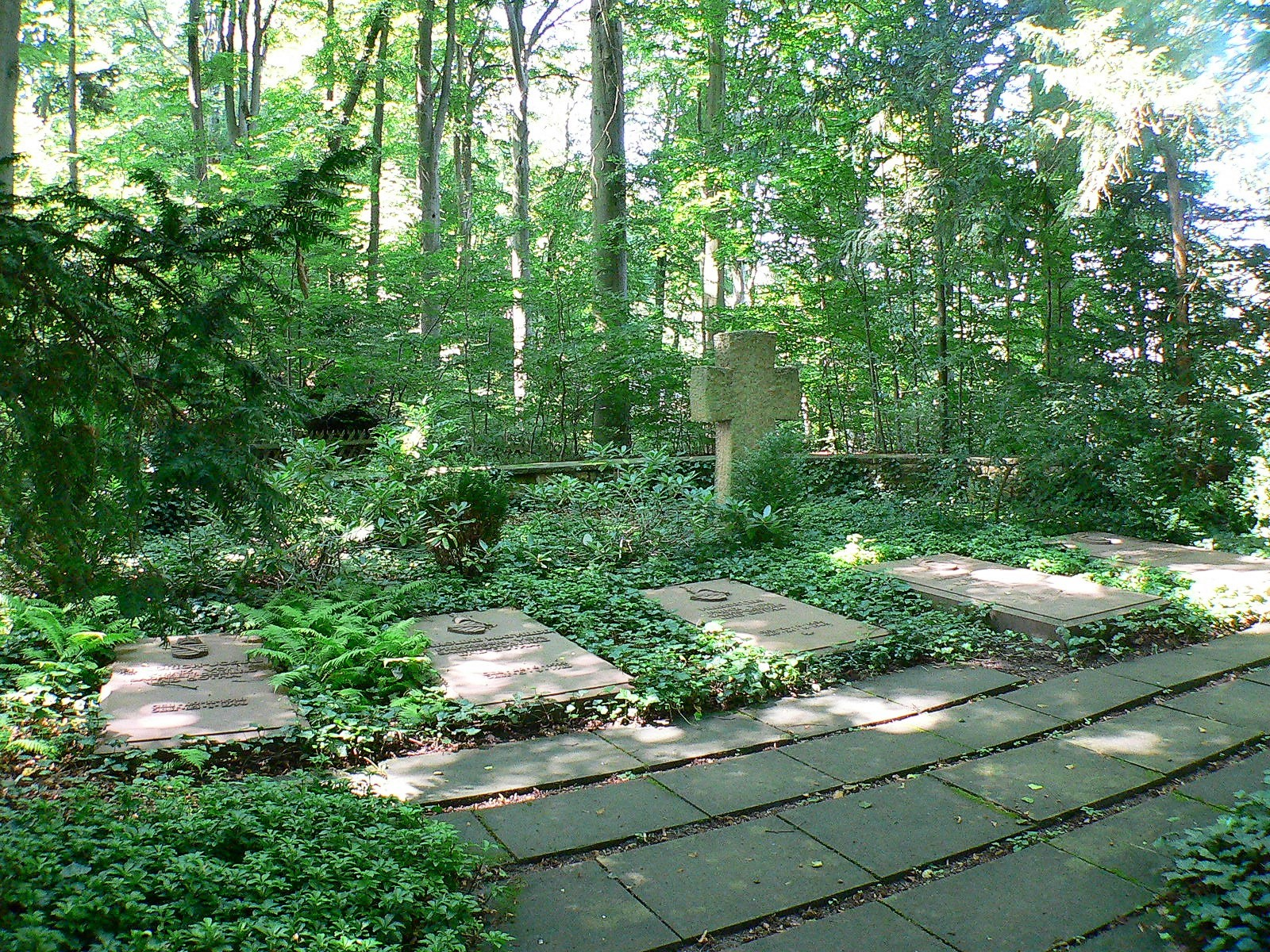
La tomba del duca presso il castello di Callenberg

Dopo il suo rilascio, Carlo Edoardo continuò a vivere in Germania, ma trascorse gli ultimi anni della sua vita in isolamento, gravato dai debiti per le multe che era stato costretto a pagare per la sua condotta nel corso dell'ultima guerra. Nel 1953 gli venne vietato dal governo tedesco e da quello inglese di prendere parte alla cerimonia d'incoronazione della figlia di suo cugino, Elisabetta II del Regno Unito, evento che fu costretto a guardare nella sala di un cinema locale.
Carlo Edoardo morì di cancro a Coburgo, nel suo appartamento su Elsässer Straße, il 6 marzo 1954. Fu il penultimo degli ex principi dell'Impero tedesco a morire (solo il duca Ernesto II di Sassonia-Altenburg gli sopravvisse). Venne sepolto nel cimitero di Waldfriedhof presso il castello di Callenberg, a Beiersdorf, non lontano da Coburgo.
Più di vent'anni dopo la sua morte, suo nipote divenne re di Svezia col nome di Carlo XVI Gustavo.

## Discendenza

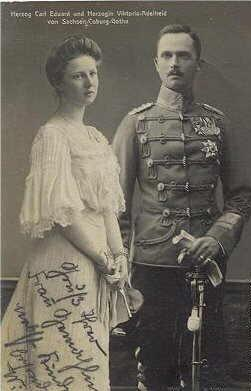
Vittoria Adelaide e Carlo Edoardo il giorno delle loro nozze

Dal matrimonio tra Carlo Edoardo e Vittoria Adelaide nacquero in tutto cinque figli:
- Giovanni Leopoldo, Principe Ereditario di Sassonia-Coburgo-Gotha (2 agosto 1906 - 4 maggio 1972). Rinunciò al trono e ai suoi diritti di Capo della Casata per sposarsi con matrimonio morganatico il 9 marzo 1932 la Baronessa Feodora von der Horst e divorziò nel 1962 (con discendenza). Sposò il 5 maggio 1963 Maria Theresia Reindl
- Sibilla di Sassonia-Coburgo-Gotha (18 gennaio 1908-28 novembre 1972). Sposò il 20 ottobre 1932 il principe Gustavo Adolf di Svezia, Duca di Västerbotten: fu madre di Carlo XVI Gustavo di Svezia
- Uberto di Sassonia-Coburgo-Gotha (24 agosto 1909-26 novembre 1943). Morì a Mosty, in Russia, dov'era soldato
- Carolina Matilde di Sassonia-Coburgo-Gotha (22 giugno 1912-5 settembre 1983). Sposò nel 1931 Friedrich Wolfgang Otto, Conte di Castell-Rüdenhausen: divorziò nel 1938 e ne ebbe discendenza. Sposò nel 1938 il capitano Max Schnirring che morì nel 1944: ne ebbe discendenza. Sposò nel 1946 Karl Andree da cui divorziò nel 1947; nessuna discendenza
- Federico Giosia di Sassonia-Coburgo-Gotha (29 novembre 1918 - 23 gennaio 1998). Sposò il 25 gennaio 1942 Contessa Vittoria Luisa di Solms-Baruth da cui divorziò il 19 settembre 1947: con discendenza. Sposò in seconde nozze il 14 febbraio 1948 Denyse Henrietta de Muralt da cui divorziò nel 1964: con discendenza. Sposò il 30 ottobre 1964 Katrin Bremme.

## Ascendenza
|                                         |                                 |                                         | Genitori                                        |  |  | Nonni |  |  | Bisnonni                            |  |  | Trisnonni                                       |  |
|                                         |                                 |                                         |                                                 |  |  |       |  |  | Ernesto I di Sassonia-Coburgo-Gotha |  |  | Francesco Federico di Sassonia-Coburgo-Saalfeld |  |
|                                         |                                 |                                         |                                                 |  |  |       |  |  | Ernesto I di Sassonia-Coburgo-Gotha |  |  | Francesco Federico di Sassonia-Coburgo-Saalfeld |  |
|                                         |                                 | Augusta di Reuss-Ebersdorf              |                                                 |  |  |       |  |  | Ernesto I di Sassonia-Coburgo-Gotha |  |  |                                                 |  |
| Alberto di Sassonia-Coburgo-Gotha       |                                 |                                         |                                                 |  |  |       |  |  | Ernesto I di Sassonia-Coburgo-Gotha |  |  |                                                 |  |
|                                         |                                 | Luisa di Sassonia-Gotha-Altenburg       | Augusto di Sassonia-Gotha-Altenburg             |  |  |       |  |  |                                     |  |  |                                                 |  |
|                                         |                                 | Luisa di Sassonia-Gotha-Altenburg       | Augusto di Sassonia-Gotha-Altenburg             |  |  |       |  |  |                                     |  |  |                                                 |  |
|                                         |                                 | Luisa di Sassonia-Gotha-Altenburg       | Luisa Carlotta di Meclemburgo-Schwerin          |  |  |       |  |  |                                     |  |  |                                                 |  |
| Leopoldo, duca di Albany                |                                 | Luisa di Sassonia-Gotha-Altenburg       |                                                 |  |  |       |  |  |                                     |  |  |                                                 |  |
|                                         |                                 | Edoardo Augusto di Hannover             | Giorgio III del Regno Unito                     |  |  |       |  |  |                                     |  |  |                                                 |  |
|                                         |                                 | Edoardo Augusto di Hannover             | Giorgio III del Regno Unito                     |  |  |       |  |  |                                     |  |  |                                                 |  |
|                                         |                                 | Edoardo Augusto di Hannover             | Carlotta di Meclemburgo-Strelitz                |  |  |       |  |  |                                     |  |  |                                                 |  |
| Vittoria del Regno Unito                |                                 | Edoardo Augusto di Hannover             |                                                 |  |  |       |  |  |                                     |  |  |                                                 |  |
|                                         |                                 | Vittoria di Sassonia-Coburgo-Saalfeld   | Francesco Federico di Sassonia-Coburgo-Saalfeld |  |  |       |  |  |                                     |  |  |                                                 |  |
|                                         |                                 | Vittoria di Sassonia-Coburgo-Saalfeld   | Francesco Federico di Sassonia-Coburgo-Saalfeld |  |  |       |  |  |                                     |  |  |                                                 |  |
|                                         |                                 | Vittoria di Sassonia-Coburgo-Saalfeld   | Augusta di Reuss-Ebersdorf                      |  |  |       |  |  |                                     |  |  |                                                 |  |
| Carlo Edoardo di Sassonia-Coburgo-Gotha |                                 | Vittoria di Sassonia-Coburgo-Saalfeld   |                                                 |  |  |       |  |  |                                     |  |  |                                                 |  |
|                                         | Giorgio II di Waldeck e Pyrmont | Giorgio I di Waldeck e Pyrmont          |                                                 |  |  |       |  |  |                                     |  |  |                                                 |  |
|                                         | Giorgio II di Waldeck e Pyrmont | Giorgio I di Waldeck e Pyrmont          |                                                 |  |  |       |  |  |                                     |  |  |                                                 |  |
|                                         | Giorgio II di Waldeck e Pyrmont | Augusta di Schwarzburg-Sondershausen    |                                                 |  |  |       |  |  |                                     |  |  |                                                 |  |
| Giorgio Vittorio di Waldeck e Pyrmont   | Giorgio II di Waldeck e Pyrmont |                                         |                                                 |  |  |       |  |  |                                     |  |  |                                                 |  |
|                                         |                                 | Emma di Anhalt-Bernburg-Schaumburg-Hoym | Vittorio II di Anhalt-Bernburg-Schaumburg-Hoym  |  |  |       |  |  |                                     |  |  |                                                 |  |
|                                         |                                 | Emma di Anhalt-Bernburg-Schaumburg-Hoym | Vittorio II di Anhalt-Bernburg-Schaumburg-Hoym  |  |  |       |  |  |                                     |  |  |                                                 |  |
|                                         |                                 | Emma di Anhalt-Bernburg-Schaumburg-Hoym | Amalia di Nassau-Weilburg                       |  |  |       |  |  |                                     |  |  |                                                 |  |
| Elena di Waldeck e Pyrmont              |                                 | Emma di Anhalt-Bernburg-Schaumburg-Hoym |                                                 |  |  |       |  |  |                                     |  |  |                                                 |  |
|                                         |                                 | Guglielmo di Nassau                     | Federico Guglielmo di Nassau-Weilburg           |  |  |       |  |  |                                     |  |  |                                                 |  |
|                                         |                                 | Guglielmo di Nassau                     | Federico Guglielmo di Nassau-Weilburg           |  |  |       |  |  |                                     |  |  |                                                 |  |
|                                         |                                 | Guglielmo di Nassau                     | Luisa Isabella di Kirchberg                     |  |  |       |  |  |                                     |  |  |                                                 |  |
| Elena di Nassau                         |                                 | Guglielmo di Nassau                     |                                                 |  |  |       |  |  |                                     |  |  |                                                 |  |
|                                         |                                 | Paolina di Württemberg                  | Paolo Federico di Württemberg                   |  |  |       |  |  |                                     |  |  |                                                 |  |
|                                         |                                 | Paolina di Württemberg                  | Paolo Federico di Württemberg                   |  |  |       |  |  |                                     |  |  |                                                 |  |
|                                         |                                 | Paolina di Württemberg                  | Carlotta di Sassonia-Hildburghausen             |  |  |       |  |  |                                     |  |  |                                                 |  |
|                                         |                                 | Paolina di Württemberg                  |                                                 |  |  |       |  |  |                                     |  |  |                                                 |  |